# John Burke (religieux)
Pour les articles homonymes, voir John Burke et Burke.
John Burke (1875-1936) est un prêtre pauliste américain, journaliste au Catholic World de 1903 à 1922, et impliqué dans l'histoire sociale de son pays.

## Biographie
Le R.P. Burke concentre ses articles et ses conférences sur l'aspect surnaturel de la charité. Il déclare en 1915 aux élèves du College of Mount Saint Vincent-on-Hudson de New York que depuis deux millénaires l'Église conduit les âmes vers l'amour de Dieu et que quels que soient les autres aspects de sa mission dont elle peut se réclamer, ils ne sont que secondaires par rapport à ce but essentiel. Il met aussi en garde les catholiques contre cette superstition moderne que les experts en sciences sociales mettent en avant pour faire croire à une amélioration de la société et que ce point de vue ne peut mener qu'à la tendance de ne faire de la religion qu'une « affaire privée et presque secrète ».

### Le National Catholic War Council
Le R.P Burke est l'une des personnalités principales à l'origine de l'établissement du National Catholic War Council (conseil catholique national de guerre), organisme chargé de venir en aide aux victimes de guerre, mais aussi de fédérer l'action des évêques américains. Burke a l'appui du cardinal Gibbons de Baltimore et d'autres évêques pour organiser en 1917 une grande réunion de la hiérarchie américaine à l'Université catholique d'Amérique afin de redonner le sens d'une certaine unité aux catholiques américains en ce début d'entrée en guerre du pays et d'organiser les aides.
Burke reçoit la Distinguished Service Medal de l' U.S. War Department pour services rendus en tant que président du comité des activités spéciales de guerre (Committee on Special War Activities - CSWA) du National Catholic War Council.
Lorsque le National Catholic Welfare Council remplace le National Catholic War Council, Burke en est nommé secrétaire général.

### Guerre des Cristeros
En 1929, Mgr Pietro Fumasoni-Biondi, délégué apostolique aux États-Unis, nomme le R.P. Burke comme son agent dans le conflit religieux de la Guerre des Cristeros. Burke travaille en collaboration étroite avec Dwight Whitney Morrow, ambassadeur américain au Mexique, afin de trouver une issue malgré le rôle trouble joué par les États-Unis dans cette affaire.